# Пидриш
Пидриш је насељено место у Босни и Херцеговини у општини Горњи Вакуф-Ускопље. Административно припада Федерацији Босне и Херцеговине, односно њеном Средњобосанском кантону. Према попису становништва из 2013. у насељу је било 307 становника, а већинско становништво у насељу били су Хрвати.

## Становништво
По последњем службеном попису становништва из 2013. године у насељу Пидриш живело је 307 становника, а село је било етнички хомогено са већинском хрватском популацијом.
| Националност | 2013. | 1991.        | 1981.        | 1971.        |
| Бошњаци      | —     | 0            | 1 (0,34%)    | 0            |
| Хрвати       | —     | 302 (100,0%) | 289 (99,66%) | 313 (99,68%) |
| Срби         | —     | 0            | 0            | 0            |
| остали       | —     | 0            | 0            | 1 (0,31%)    |
| Укупно       | 307   | 302          | 290          | 314          |